# Dedicado (álbum)
Dedicado es el título del noveno álbum grabado por el cantautor español Miguel Gallardo publicado bajo el sello discográfico RCA Ariola a inicios de 1987 y el último que realiza para la compañía discográfica.
Destaca por un sonido más vanguardista, acorde a la época, gracias a eso,continuo posicionándose como uno de los grandes cantautores españoles de todos de los tiempos,colocando en los primeros sitios de popularidad temas tales como: Dos hombres y un destino, Extranjera, Dedicado, Una historia de amor.

## Temas
1. Dedicado (Ivano Fossatti-José Ramón Florez) - 3:46
2. Si yo fuera un ángel (Miguel Gallardo-Lucio Dalla) - 4:47
3. Tu (fantasma) (Honorio Herrero) - 3:23
4. Soy...(Honorio Herero) - 2:56
5. Dos (El lago de los cisnes) (original De Piotr Ilich Chaikovski, Miguel Gallardo (Adaptación al Español) - 3:35
6. Dos hombres y un destino (Miguel Gallardo) - 4:10
7. Una historia de amor (Honorio Herrero) - 3:40
8. Se va (Miguel Gallardo) - 4:30
9. Decir te quiero (Miguel Gallardo) - 4:00
10. Extranjera (Miguel Gallardo) - 3:55

## Músicos
- Alberto Estebanez: Programación de batería y percusión
- José Antonio Quintano: sintetizadores y piano
- María Luisa R. Almazán: programación de sintetizadores
- Rafael Martínez, Juan Cerro, Honorio Herrero, Juanjo Moreno: guitarras y mandolinas
- Eduardo Gracia: bajo
- Manolo Morales: Saxo y Clarinete
- Solrac: Breaks y percusiones adicionales
- Andrea Bronston, Emilio Cuervo Webo y Honorio Herrero: Coros
- Arreglos Musicales: Honorio Herrero-José Antonio Quintano
- Dirección de Orquesta: José Antonio Quintano

Datos Adicionales:
- Fue Grabado en los Estudios Kirios Madrid, España,
- En Consola De 48 pistas o canales
- Grabación y Mezcla: Carlos Martos Wensell
- Asistente de Grabación y Mezcla: José Manuel Morell y Miguel De La Vega
- Dirección Y Realización: Honorio Herrero
- Asistente De Producción: José Ángel Gamallo Y Claudio Alonso
- Diseño: Santigo Monforte
- Fotografía: José Pepe Botella